# Anna Vasilievna av Moskva
Anna Vasilievna av Moskva, död 1501, var en rysk adelskvinna och regent. 
Hon var gift med furst Vasily III av Ryazan. Hon var regent i furstendömet Ryazan för sin son Ivan IV av Ryazan 1483, och regent för sin sonson Ivan V av Ryazan 1500-1501. 